# Maladaptív sémák listája
Ez a maladaptív sémák, más néven a korai maladaptív sémáknak a felsorolása amelyek sématerápiában használatosak:

## Elkülönültség és elutasítottság
Elhagyatottság / instabilitás
Az a hiedelemrendszer, amely magában foglalja azt az érzést, hogy a szerettek nem tudják a továbbiakban megadni a támogatást, kapcsolatot, erőt vagy védelmet, mert instabilok, kiszámíthatatlanok, megbízhatatlanok; mert végül meghalnak; vagy mert jobbnak találtak valakit.
Bizalmatlanság / visszaélés
Az a hiedelemrendszer, amely magában foglalja azt az érzést, hogy mások szándékosan bántalmazzák, megalázzák, megcsalják, hazudnak neki, manipulálják, kihasználják vagy elhanyagolják.
Érzelmi nélkülözés
Azt a hitet jelenti, hogy az érzelmi támogatás színvonalát mások nem fogják teljesíteni.
Védekezési kényszer / szégyen
Az a meggyőződés, hogy valaki hibás, rossz, nem kívánt, alsóbbrendű vagy nem méltó. Ide tartozik a félelem, hogy a bizonytalanságok felfedése szerettek irányába, a kritikával, az elutasítással és a hibával szembeni túlérzékenység kíséri.
Társadalmi elszigeteltség / elidegenedés
Az a hiedelem, hogy az ember elszigetelten van másoktól; az az érzés, hogy nem tagja egyetlen csoportnak sem.

## Csökkent autonómia és teljesítmény
Függőség / alkalmatlanság
Az a meggyőződés, hogy az emberek nem tudnak mások segítsége nélkül kezelni a napi felelősségeket.
A sérülékenység vagy a betegség veszélye
Az a hiedelemrendszer, amely magában foglalja a félelem eltúlzását, hogy a katasztrófa bármikor lesújthat; a katasztrófák lehetnek egészségügyiek, érzelmiek vagy külsők.
Enmeshment / fejletlen én
Az a hiedelemrendszer, amely szerint a személynek mindenkinek a kedvében kell járnia.
Kudarc
Az a hit, hogy mindenben kudarcot vall az illető.

## Csökkent határok
Előjog követelése / elbizakodottság
Az a meggyőződés, hogy az adott személy felülmúlja a többieket, ami lehetővé teszi az adott ember számára különleges jogokat és kiváltságokat.
Nem elegendő önkontroll / önfegyelem
A konfliktus az életcélok és az alacsony önkontroll között, sajnáltatja magát ahelyett, hogy a napi dolgaival törődne.

## Más-irányítottság
Alárendeltség
Az a hiedelem, hogy át kell adnia az irányítást másoknak, elnyomva a vágyakat a harag, megtorlás vagy elhagyás elkerülése érdekében.
Önfeláldozás
A túlzott önzetlenséggel járó hiedelemrendszer mások igényeinek kielégítésére összpontosított, saját kívánságának rovására.
Jóváhagyás-kereső / felismerés-kereső
Az a vágy, hogy más emberek jóváhagyását, elismerését vagy figyelmét megszerezzék a biztonságos és valódi önérzés fejlesztésének rovására.

## Túlzott éberség és gátlás
Negativitás / pesszimizmus
Az élet negatív szempontjainak túlzott hangsúlyozása, beleértve a fájdalmat, a halált, az elvesztést, a csalódást, a konfliktusokat, a bűntudatot, a neheztelést, a megoldatlan problémákat, a lehetséges hibákat, az árulást vagy a rossz dolgokhoz kapcsolódó túlzott hangsúlyt; az élet pozitív aspektusainak elhanyagolása.
Túlkorlátozottság / érzelmi gátlás
A hitrendszer, amely magában foglalja a cselekedetek, érzések vagy kommunikáció gátlását a negatív következmények elkerülése érdekében.
Rendkívüli szabványok / túlérzékenység
Az a meggyőződés, hogy törekedni kell a nagyon magas személyes előírások betartására, általában a kritika elkerülése érdekében, ami maga és / vagy mások iránti kritikához vezet.
Büntető készenlét
Az a hiedelem, hogy az embereket keményen meg kell büntetni, ha hibát követnek el.  

## Fordítás
- Ez a szócikk részben vagy egészben  a   List of maladaptive schemas című angol Wikipédia-szócikk fordításán alapul.  Az eredeti cikk szerkesztőit annak laptörténete sorolja fel. Ez a jelzés csupán a megfogalmazás eredetét és a szerzői jogokat jelzi, nem szolgál a cikkben szereplő információk forrásmegjelöléseként.